# Sālepur
Sālepur är en ort i Indien.   Den ligger i distriktet Cuttack och delstaten Odisha, i den östra delen av landet, 1 300 km sydost om huvudstaden New Delhi. Sālepur ligger 18 meter över havet och antalet invånare är 174 655.
Terrängen runt Sālepur är mycket platt. Runt Sālepur är det tätbefolkat, med 636 invånare per kvadratkilometer. Det finns inga andra samhällen i närheten. Trakten runt Sālepur består till största delen av jordbruksmark.